# سبرهو (حديبو)

تعديل مصدري - تعديل

سبرهو هي إحدى قرى مديرية حديبو التابعة لمحافظة سقطرى، بلغ تعداد سكانها 88 نسمة حسب تعداد اليمن لعام 2004.